# 쌍용 코란도 훼미리

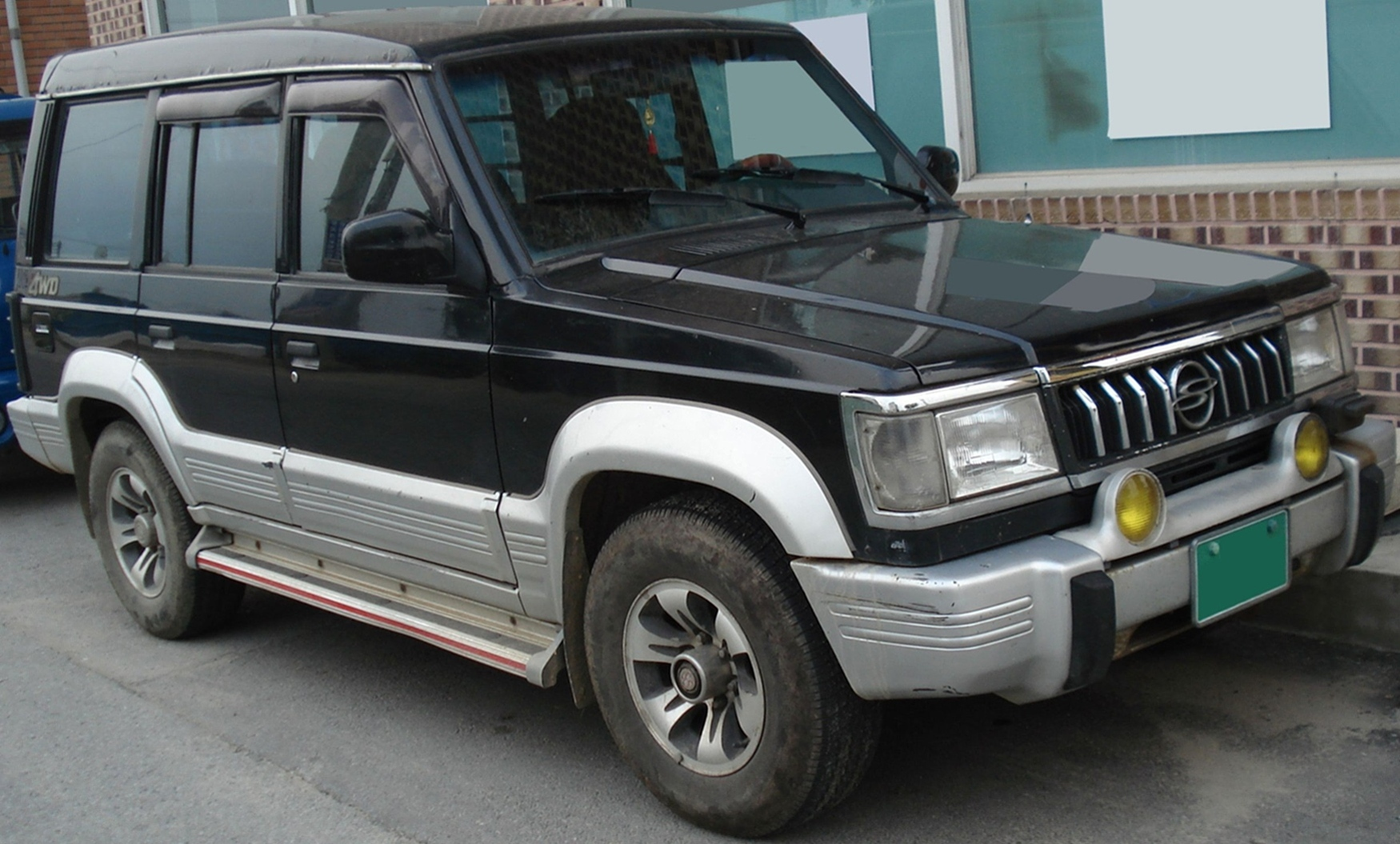
쌍용 뉴 훼미리 정측면

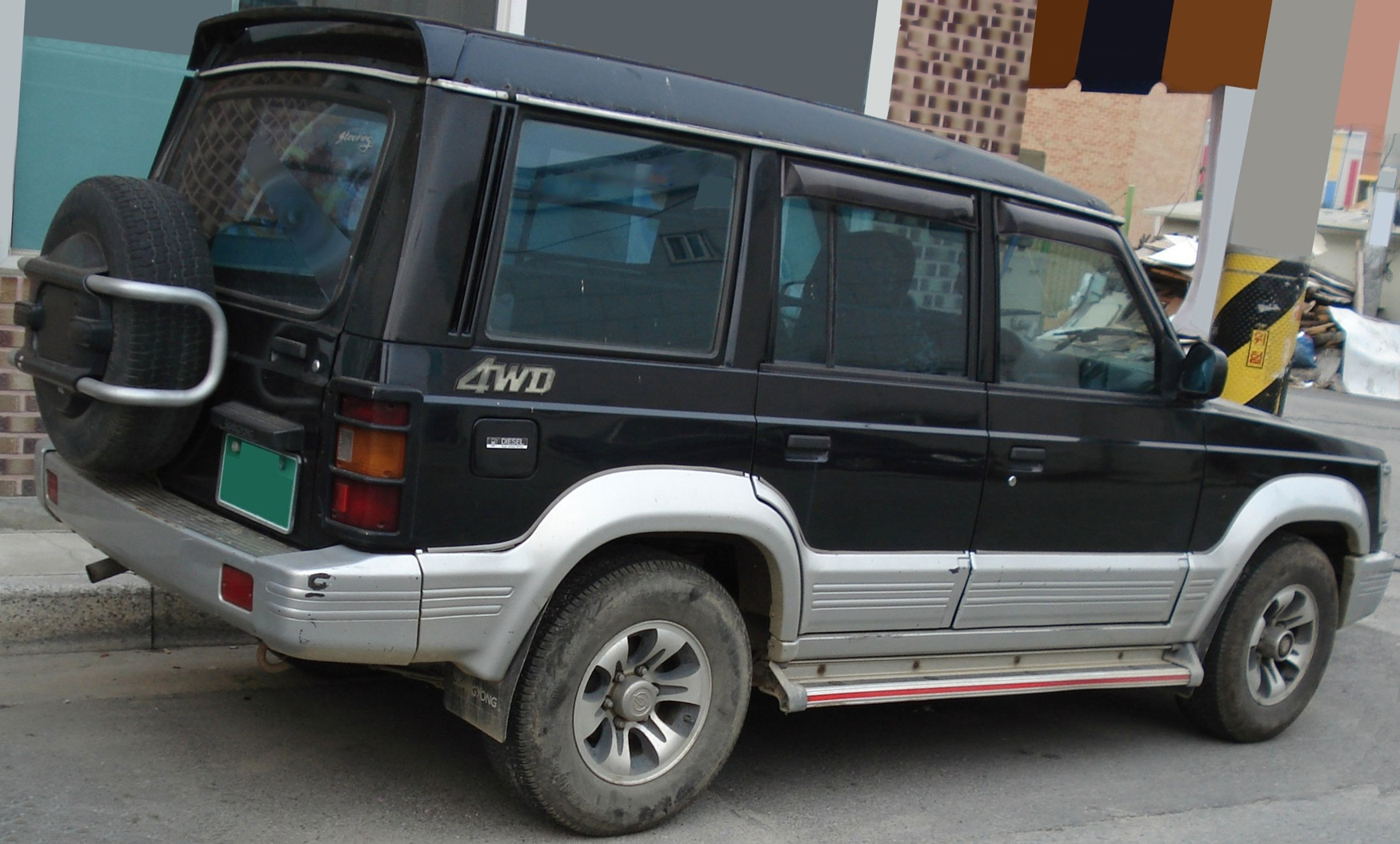
쌍용 뉴 훼미리 후측면

KGM 코란도 훼미리(KGM Korando Family)는 KGM이 생산하였던 4륜구동 방식의 지프형 스포츠 유틸리티 자동차(SUV)이다. 이스즈 트루퍼(1세대)의 플랫폼을 기반으로 쌍용차가 자체적으로 디자인한 차종으로, 지프 CJ 시리즈에 기반을 둔 1세대 코란도와는 차명과 엔진만 동일할 뿐 기타 연관성은 없다. 
- 거화가 쌍용그룹에 인수되기 전부터 X카 프로젝트로 개발하였고, 1988년 11월에 출시하여 1988년 12월 8일에 정식 판매에 들어갔다.

- 바디 타입은 5도어 스테이션 왜건으로, 뒷문이 생겨 승하차의 편의성을 높였다.
- 1991년 4월에는 헤드 램프와 라디에이터 그릴이 바뀌었고, 같은 해 7월에는 이스즈제 2.6ℓ 가솔린 엔진이, 9월에는 푸조제 2.5ℓ 디젤 엔진이 더해졌다.
- 1993년에는 밴이 더해졌고, 1994년에는 파리-다카르 랠리를 완주하여 KGM의 브랜드 이미지를 높였다.[1]
- 1993년 9월에 무쏘 중형차량과 코란도 훼미리가 같이 되었고 같이 관계가 되었다.
- 1994년 8월에는 메르세데스-벤츠제 2.3ℓ 디젤 엔진이 얹혀짐과 동시에 차명이 뉴 훼미리로 변경되었다.
- 1995년 11월에는 승합차로 분류되어 유지비가 적게 드는 9인승이 추가되었다.
- 그러나 1993년에 무쏘가 출시된 이후 쌍용자동차의 주력 차종에서 밀려나고, 경쟁 차종인 현대 갤로퍼에 비해 판매가 부진하여 2세대 코란도가 출시된 1996년에 무쏘 중형차량에 통합되는 형식으로 단종되었으며, 이후 코란도 훼미리의 대체 차종으로 무쏘 중형차량에 OM601 엔진 트림이 추가되었다.
- 2001년 9월에 쌍용 코란도 훼미리 단종 무려 5년만에 분리 무쏘 중형차량 통합 출시된 렉스턴은 본래 무쏘 중형차량의 후속 차종이 되었다.
- 2001년 9월에 무쏘 중형차량과 렉스턴이 같이 되었고 5년만에 같이 관계가 되었다.
- 외래어 표기법을 따르면 코란도 패밀리가 맞는 표현이나, 쌍용자동차의 공식 차명 표기에 따라 코란도 훼미리로 표기한다.

## 제원
| 구분                 | 코란도 훼미리 2.2ℓ 디젤                                        | 코란도 훼미리 2.5ℓ 디젤                                  | 코란도 훼미리 2.6ℓ 가솔린                                | 뉴 훼미리 2.3ℓ 디젤                                      |
| -------------------- | -------------------------------------------------------------- | -------------------------------------------------------- | -------------------------------------------------------- | -------------------------------------------------------- |
| 전장 (mm)            | 4,420(1988년~1991년) 4,490(1991년~1992년) 4,465(1992년~1994년) | 4,490(1991년~1992년) 4,465(1992년~1994년)                | 4,490(1991년~1992년) 4,465(1992년~1994년)                | 4,590                                                    |
| 전폭 (mm)            | 1,680(1988년~1991년) 1,690(1991년~1994년)                      | 1,690                                                    | 1,690                                                    | 1,750                                                    |
| 전고 (mm)            | 1,720                                                          | 1,770                                                    | 1,770                                                    | 1,865                                                    |
| 축거 (mm)            | 2,640                                                          | 2,640                                                    | 2,640                                                    | 2,640                                                    |
| 윤거 (전, mm)        | 1,340(1988년~1991년) 1,360(1991년~1992년) 1,382(1992년~1994년) | 1,360(1991년~1992년) 1,382(1992년~1994년)                | 1,360(1991년~1992년) 1,382(1992년~1994년)                | 1,410                                                    |
| 윤거 (후, mm)        | 1,370(1988년~1991년) 1,390(1991년~1992년) 1,406(1992년~1994년) | 1,390(1991년~1992년) 1,406(1992년~1994년)                | 1,390(1991년~1992년) 1,406(1992년~1994년)                | 1,406                                                    |
| 승차 정원            | 5명                                                            | 5명                                                      | 5명                                                      | 2명(밴) 6명 9명                                          |
| 변속기               | 수동 5단 자동 4단                                              | 수동 5단 자동 4단                                        | 수동 5단 자동 4단                                        | 수동 5단 자동 4단                                        |
| 구동 형식            | 4륜 구동                                                       | 4륜 구동                                                 | 4륜 구동                                                 | 4륜 구동                                                 |
| 서스펜션(전/후)      | 더블 위시본/리프 스프링(이후 5링크 코일 스프링으로 변경)       | 더블 위시본/리프 스프링(이후 5링크 코일 스프링으로 변경) | 더블 위시본/리프 스프링(이후 5링크 코일 스프링으로 변경) | 더블 위시본/리프 스프링(이후 5링크 코일 스프링으로 변경) |
| 연료                 | 디젤                                                           | 디젤                                                     | 가솔린                                                   | 디젤                                                     |
| 엔진 형식            | C223 / DC23                                                    | XD3P                                                     | 4ZE1                                                     | OM601                                                    |
| 기통수 / 배기량 (cc) | L4 / 2,238                                                     | L4 / 2,498                                               | L4 / 2,559                                               | L4 / 2,299                                               |
| 최고 출력 (ps/rpm)   | 73/4,300 (이후 78/4,300, 72/4,300으로 변경)                    | 79/4,500                                                 | 120/5,000                                                | 79/4,000                                                 |
| 최대 토크 (kg*m/rpm) | 14.2/2,200 (이후 15.0/2,200, 14.8/2,200으로 변경)              | 15.8/2,000                                               | 20.0/2,600                                               | 16.0/2,400~2,800                                         |

## 미디어 속의 코란도 훼미리

### 영화
- 인정사정 볼 것 없다에서는 우영민(영구) 형사(박중훈 분)와 김동석 형사(장동건 분)의 차량으로 초기형 코란도 훼미리(레드)가 등장하였다.

## 같이 보기
- 이스즈 트루퍼(영어판)